# Mileena
Cet article possède un paronyme, voir Milena.
 (mars 2020).
Si vous disposez d'ouvrages ou d'articles de référence ou si vous connaissez des sites web de qualité traitant du thème abordé ici, merci de compléter l'article en donnant les références utiles à sa vérifiabilité et en les liant à la section « Notes et références ».
Mileena est un personnage fictif présent dans la série Mortal Kombat.

## À propos de Mileena
Mileena est un clone maléfique de la princesse Kitana, créée avec la sorcellerie par Shang Tsung pour Shao Kahn en utilisant la physiologie d'un Tarkatan. Elle est créée dans le but de surveiller sa « sœur. » Elle devient jalouse de Kitana et souhaite prendre sa place.

## Histoire

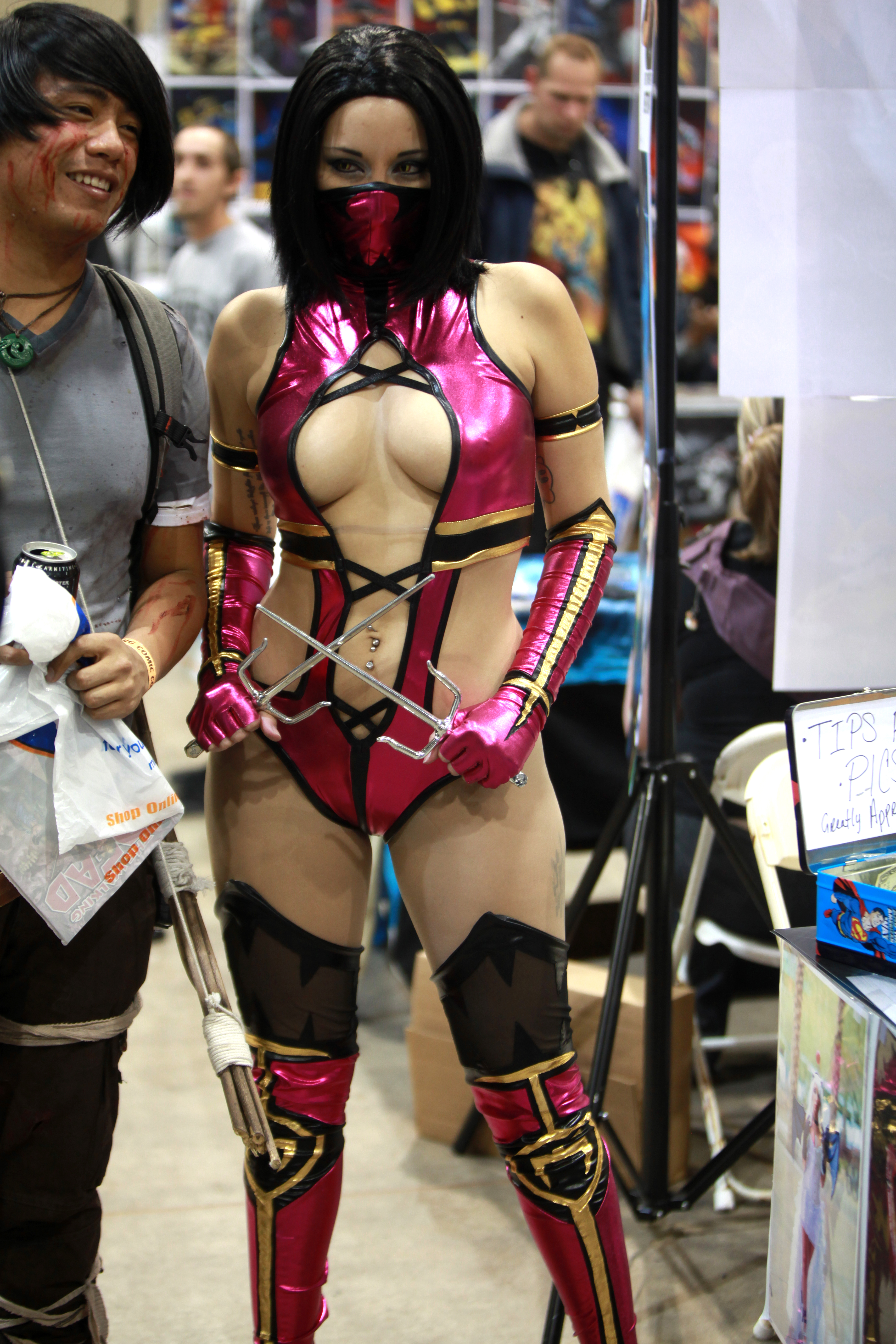
Une cosplayeuse sous l'apparence de Mileena lors de l'Amazing Arizona Comic Con 2014

Après que Shao Kahn eut conquis le royaume d'Edenia et l'eut fusionné avec Outremonde, il décida qu'il garderait Kitana, la fille de l'ancien roi d'Edenia Jerrod, vivante et l'élèverait comme sa propre fille. Bien que Kitana ait grandi en restant fidèle à l'empereur, elle ignorait que Kahn avait assassiné son père. Craignant qu'elle découvre la vérité sur ses origines et se retourne contre lui, Shao Kahn envoûta sa fille adoptive grâce à un sort d'emprise, lui faisant ainsi perdre la mémoire.
Pour la surveiller, Kahn ordonna alors à son sorcier Shang Tsung de créer un clone maléfique de Kitana qui prendrait sa place. Shang Tsung combina l'essence de Kitana avec un Tarkatan pour réaliser son but. Cependant, tout ne se passa pas comme prévu et le clone conserva la bouche déformée d'un Tarkatan. Plutôt que de se débarrasser d'elle, Kahn en fit la sœur jumelle de Kitana et lui donna le nom de Mileena. Au lieu de remplacer Kitana comme prévu, Mileena est employée pour épier Kitana et s'assurer qu'elle reste fidèle à Kahn.
Kitana et Mileena ont grandi ensemble et sont devenues des assassins personnels de Shao Kahn ; cependant, Mileena a nourri une jalousie croissante envers sa « jumelle » que Kahn favorisait par rapport aux autres.
Grâce à Liu Kang et Kung Lao, Kitana retrouve ses souvenirs, bien que sa mémoire soit encore confuse. Elle décide de continuer à simuler sa fidélité envers Kahn et attendre le bon moment pour le renverser. Mais, Kahn commence à avoir des soupçons sur Kitana et ordonne à Mileena et Reptile de l'observer. Reptile et Mileena deviennent alors inséparables. Plus tard, Kung Lao et Liu Kang affrontent Mileena dans une cabane située au niveau de la forêt vivante. Mais, elle parvient à leur échapper. Alors qu'elle conspire avec les guerriers de la Terre, Kitana est attaquée par Mileena qui veut en finir avec sa « sœur » et prendre sa place afin d'exister. Au cours du combat, Kitana parvient à tuer sa « sœur ».
L'essence de Mileena descend alors dans le royaume des profondeurs, le Nether. Elle nourrit une haine farouche envers sa « jumelle. » Damnée, elle est recrutée par le dieu ancien Shinnok qui parvient à la ressusciter et l'envoie sur Terre comme espion pendant l'invasion de Shao Kahn. On lui a également accordé la capacité de lire les pensées de Kitana. Après la défaite de Kahn, Mileena est rappelée au Nether avec Noob Saibot, lui aussi espion pour Shinnok.
Mileena aide alors Shinnok à envahir Edenia qui est désormais séparé d'Outremonde. Mais, Shinnok échoue et Mileena est une nouvelle fois vaincue par Kitana. Cette dernière enferme Mileena dans une prison secrète d'Edenia.
Mileena reste enfermée de nombreuses années. Elle est finalement libérée par Baraka lors de l'invasion d'Onaga. Elle rejoint alors l'ancien empereur d'Outremonde et prend la place de Kitana afin de tromper les armées de la princesse.
Dans Mortal Kombat 9, Mileena est conservée dans les mines de chairs de Shang Tsung avec tous les échecs de ce dernier lors de la tentative de sa création. Kitana ne la decouvre qu'après avoir atteint ses dix mille ans lors de l'ultime tournoi grâce à Raiden qui lui conseille de briser cette règle d'or qu'avait imposée Shao Khan, (ayant grandi non avec Mileena en guise de sœur jumelle mais avec Jade, sa meilleure amie) et s'aventure dans ces lieux sombres. Se rendant compte de la monstruosité de cette découverte, elle tente d'en venir au jour de Mileena qui est sauvée in extremis par Shang Tsung. Kitana est punie de mort par Shao Khan qui lui révèle le sombre vérité sur ses origines, puis elle est sauvée par Liu Kang et Kung Lao, rejoignant leur cause.
Mileena jouit alors de tous les privilèges que s'était vu accorder Kitana avant elle. Elle survit à la conquête spontanée de la Terre par Shao Khan et hérite du trône d'Outre Monde une fois ce dernier annihilé par Raiden et les Dieux Anciens. 
Dans Mortal Kombat X, on apprend que, refusant de traiter et de passer un accord avec le royaume Terre lors de la guerre du Netherealm, qu'elle considère avec mépris comme les assassins de son père, elle fut déchue et trahie par ses plus fidèles alliés.
Elle déclenche alors une guerre civile contre Kotal Kahn, qui l'a renversée. Elle fait l'acquisition de l'amulette de Shinnok, qu'elle a dérobée aux forces spéciales. Les pouvoirs de ceux-ci la rendent extrêmement puissante et cette rumeur répand la terreur dans tout le royaume. Si l'objet est certainement ce qui pourrait lui permettre de reprendre le trône qui lui revient de droit, il absorbe son énergie et il lui est très douloureux d'en faire usage. En réalité, c'est le prince Edenien Rain, fils d'Argus et l'un des plus puissants alliés de Mileena, qui manigance tout et manipule Mileena : chaque fois que Mileena se sert de l'amulette de Shinnok, une plus ou moins grande partie des pouvoirs et de la puissance de Kotal Khan et elle-même se retrouvent attribués à Rain. 
En plus d'être affaiblie par l'amulette, celle-ci lui attire d'autres ennemis, les guerriers du royaume Terre doivent lui reprendre, conscients des mauvaises mains dans lesquelles cet objet s'était retrouvé et que Quan Chi pourrait la récuperer et ainsi libérer Shinnok. 
Elle est finalement appréhendée par Cassie Cage et D'Vorah et sera jugée devant Kotal Khan qui offre sa vie à D'Vorah.
Il est néanmoins possible que Mileena revienne, étant un clone, son ADN a été conservé pour créer une armée de Mileena comme dit dans sa fin de tour. Ou alors revenir en tant que revenante,  cette possibilité est cependant moins probable car Quan Chi est mort, et les revenants étaient dus à sa magie...
Dans Mortal Kombat 1, Liu Kang a créé un nouveau continuum et beaucoup de personnages connus changent. Dans cette nouvelle ligne temporelle, Mileena n'est plus un clone, mais la sœur jumelle de Kitana, destinée à devenir la nouvelle impératrice de l'Outre-Monde après Sindel. Cependant elle est infectée par la peste Tarkatan, une maladie qui transforme certains habitants de l'Outre-Monde en monstres cannibales et violents. Sindel fait alors tout pour protéger sa fille et cacher sa maladie, c'est d'ailleurs pour la soigner qu'elle a donné sa confiance à Shang Tsung, ignorant les expériences inhumaines de ce dernier. Mileena est donc généralement "normale", mais quand la maladie l'envahit elle reprend son apparence monstrueuse.

## Autour de Mileena
- Sa fin dans Mortal Kombat II indique que Baraka est son compagnon secret. Ce qui est surement dû à leur nature de Tarkatan. Les créateurs ont repris cette information dans Mortal Kombat X et l'affirment dans un dialogue entre Mileena et Johnny Cage, avant le match.
- À la fin de Mortal Kombat: Mystification, elle prend le commandement de l'armée d'Edenia après avoir décimé les hordes de Baraka et réalisé qu'elle pouvait régner aussi longtemps qu'on l'a prise pour Kitana. Mais, puisque Baraka sait la vérité, elle doit l'éliminer. Elle leurre alors Baraka à la tanière du coléoptère et le tue.

Mais, la fin de Baraka est différente : il envoie un autre guerrier à sa place. Après que Mileena ait tué le guerrier, Baraka surgit et la met en morceaux.
- Mileena porte un voile afin de masquer ses traits Tarkatans.
- Dans la fin de Baraka dans Mortal Kombat: Mystification, il est indiqué que Mileena n'a pas les sens aussi développés que les tarkatans. Son odorat est beaucoup plus faible.
- Dans le film Mortal Kombat : Destruction finale, Mileena est un assassin au service de Shao Kahn. Elle combat Sonya Blade, qui l'a confondue avec Kitana mais comprend que ce n'est pas elle en entendant sa voix qui est différente et parvient à la battre malgré ses saïs ; cependant, le nom de Mileena n'est jamais mentionné dans le film, ni le fait qu'elle soit le clone de Kitana et d'un tarkatan.
- Dans un comics et dans Mortal Kombat (jeu vidéo, 2011), il est indiqué que Mileena a été spécifiquement créée par Shang Tsung pour Kahn par la sorcellerie.